# Jeremiasz III (patriarcha Konstantynopola)
Jeremiasz III, gr. Ιερεμίας Γ΄ (ur. ok. 1650–1660 na Patmos, zm. 1735 na Athos) – ekumeniczny patriarcha Konstantynopola w latach 1716–1726 i 1732–1733.

## Życiorys
Urodził się między 1650 a 1660 na wyspie Patmos. Po raz pierwszy został patriarchą 23 marca 1716 r. Został obalony 19 listopada 1726 i zesłany na Górę Synaj. 15 września 1732 r. został patriarchą po raz drugi. Po kilku miesiącach, w marcu 1733 r. zrezygnował z urzędu z powodu choroby. Udał się na Górę Athos, gdzie zmarł w 1735 r.